# Charge électrique
 (novembre 2014).
Si vous disposez d'ouvrages ou d'articles de référence ou si vous connaissez des sites web de qualité traitant du thème abordé ici, merci de compléter l'article en donnant les références utiles à sa vérifiabilité et en les liant à la section « Notes et références ».
La charge électrique est une propriété fondamentale de la matière qui lui permet d'interagir par le biais de champs électromagnétiques. Il s'agit d'une grandeur scalaire, qui joue pour l'interaction électromagnétique le même rôle que la masse pour l'interaction gravitationnelle. Toutefois, contrairement à cette dernière, il existe deux types de charges électriques que l'on distingue par leurs signes positif ou négatif. Des charges de même signe se repoussent, tandis que celles de signes opposés s'attirent. Dans la matière ordinaire, il y a équilibre entre les charges positives et négatives, on parle de neutralité électrique.
L'unité usuelle de mesure de la charge est le coulomb (C). Toutefois, dans certains contextes, d'autres unités comme l'ampère-heure (A h) sont parfois utilisées.
La charge électrique se conserve toujours et constitue une propriété essentielle des particules élémentaires soumises à l'interaction électromagnétique. La matière électriquement chargée est influencée par, et produit, les champs électromagnétiques. Depuis l'expérience de Millikan en 1909, il a été mis en évidence que la charge électrique est quantifiée : toute charge Q quelconque est un multiple entier de la charge élémentaire, notée e, qui correspond à la valeur absolue de la charge de l'électron, avec e ≈ 1,602 × 10−19 C. Toutefois, en raison de la petitesse de cette valeur, il est souvent possible de considérer la charge comme une quantité continue lorsque des quantités macroscopiques de charges sont considérées. En électronique, le caractère discret de la charge électrique se manifeste cependant par un type de bruit particulier appelé « bruit de grenaille ».

## Présentation et aspects historiques

### Généralités
La charge électrique est une notion abstraite, comparable à celle de masse, qui permet d'expliquer certains comportements. Contrairement à la masse, la charge électrique peut prendre deux formes, que l'expérience amène à considérer comme « opposées » ; on les qualifie arbitrairement de « positive » et « négative ».
Deux charges de même nature, deux charges positives par exemple, se repoussent, alors que deux charges de nature opposée s'attirent. On appelle ce phénomène interaction électromagnétique.
L'interaction entre les charges et un champ électromagnétique est la source d'une des quatre forces fondamentales. Ces champs électromagnétiques, en mécanique classique, obéissent aux équations de Maxwell.
La charge électrique peut être directement mesurée avec un électromètre. Son unité est le coulomb. Les particules observées possèdent des charges qui sont des multiples entiers de la charge élémentaire qui est une constante physique fondamentale (excepté pour les particules appelées quark qui ont une charge électrique correspondant à un entier multiplié par e/3). Les quarks ont des charges fractionnaires de -1/3 ou +2/3, mais des quarks libres n'ont jamais été observés. La raison théorique avancée pour expliquer cette observation est la liberté asymptotique. La nature discrète de la charge électrique a été démontrée par Robert Millikan dans l'expérience qui porte son nom.

### Histoire
La charge électrique est découverte par les anciens Grecs qui constatent que le frottement de la fourrure sur diverses substances, telles que l'ambre, produit un déséquilibre de charge électrique (phénomène triboélectrique). Les Grecs notent que des boutons en ambre chargés pouvaient attirer des objets légers tels que des cheveux. Ils remarquent également que s'ils frottent l'ambre assez longtemps, ils peuvent même obtenir une étincelle. Le mot « électricité » vient du grec ancien ἤλεκτρον / ḗlektron, « ambre ».
Au XVIIIe siècle, l'étude de l'électricité devient populaire. On réalise des expériences d'électrostatique au cours desquelles, à l'aide de dispositifs jouant le rôle de condensateurs tels que la bouteille de Leyde, on atteint des tensions suffisamment élevées pour provoquer des commotions. Par une série d'expériences (1733), l'intendant du Fay distingue deux sortes d'électricité : l'électricité vitreuse (+) et l'électricité résineuse (-) correspondant aux deux types de comportement de la matière lors d'une électrisation par frottement.
À la même époque, Benjamin Franklin imagine l'électricité comme étant un type de fluide invisible présent dans toute la matière. Il pose comme principe que le frottement de surfaces isolantes met ce fluide en mouvement et qu'un écoulement de ce fluide constitue un courant électrique. Il pose également comme principe que la matière contenant trop peu de ce fluide est chargée négativement, chargée positivement sinon. Arbitrairement, en tout cas pour une raison qui nous est inconnue, il identifie le terme « positif » avec le type de charge acquis par une tige de verre frottée sur de la soie, et « négatif » avec celui acquis par une tige en ambre frottée avec de la fourrure. Peut-être dû au potentiel électrique de la matière.

### Convention et réalités
Nous savons maintenant que le modèle de Franklin était trop simple. La matière se compose réellement de deux genres d'électricité : les particules appelées « protons » qui portent une charge électrique positive et les particules appelées « électrons » qui portent une charge électrique négative.
Le courant électrique peut avoir différentes causes : un écoulement de particules négatives, par exemple dans un conducteur métallique, ou un écoulement de particules positives, ou encore un écoulement de particules négatives et positives dans des sens opposés, par exemple dans une solution ionique.
Pour réduire cette complexité, les électriciens emploient toujours la convention de Franklin et imaginent le courant électrique, connu sous le nom de « courant conventionnel », comme constitué d'un écoulement de particules exclusivement positives.
Le courant conventionnel simplifie les concepts et les calculs, mais masque le fait que dans quelques conducteurs (électrolytes, semi-conducteurs, et plasma) les deux types de charges électriques se déplacent dans des directions opposées, ou que dans les métaux, les charges négatives sont presque exclusivement responsables de la circulation du courant.

## Propriétés

### Invariance
Hormis les propriétés décrites concernant l'électromagnétisme, la charge est un invariant de la théorie de la relativité : une particule de charge q, quelle que soit sa vitesse, garde sa charge q.

### Unités
Dans le système international d'unités, la charge électrique a pour unités le coulomb, de symbole C, qui constitue une unité dérivée, dont le nom vient de celui du physicien français Charles-Augustin Coulomb. Par définition, c'est la quantité de charge transportée en une seconde par un courant électrique ayant une intensité d'un ampère. Par suite 1 C = 1 A s, et la charge électrique Q a pour dimensions [Q]=I.T.
Dans le contexte industriel ou en ingénierie, l'ampère-heure (A h, aussi écrit ampèreheure) ou ses sous-multiples sont couramment employés à la place du coulomb, par exemple pour indiquer la capacité d'une batterie, avec 1 A h = 3 600 C. L'intérêt de cette unité est de pouvoir rapidement évaluer la durée de fonctionnement d'une batterie débitant un courant d'intensité donnée, ainsi par exemple une batterie d'une capacité de 30 A h délivrant un courant d'intensité 1 A pourra théoriquement fonctionner trente heures, quinze heures si le courant est de 2 A, etc.

### Loi de Coulomb
Mise en évidence en 1785 par le physicien français Charles-Augustin Coulomb, la loi de Coulomb permet d'exprimer la force {\displaystyle {\vec {f}}_{12}} exercée par une charge électrique de valeur {\displaystyle q_{1}} sur une autre charge électrique de valeur {\displaystyle q_{2}}, toutes deux supposées ponctuelles, et fixes dans le référentiel d'étude.
La loi de Coulomb s'écrit :
{\displaystyle {\vec {f}}_{12}=K{\frac {q_{1}q_{2}}{r_{12}^{2}}}{\frac {{\vec {r}}_{12}}{r_{12}}}},
avec :
- K constante de proportionnalité, qui dans le système international d'unités se met sous la forme {\displaystyle K={\frac {1}{4\pi \epsilon _{0}}}\simeq }9 × 109 F−1 m, avec {\displaystyle \epsilon _{0}\simeq } 8,854 × 10−12 F m−1 qui est la permittivité diélectrique du vide ;
- {\displaystyle {\vec {r}}_{12}} est le vecteur reliant les points où sont placés les charges {\displaystyle q_{1}} et {\displaystyle q_{2}}, respectivement, de norme {\displaystyle r_{12}}.

Clairement, si les charges sont de même signe, alors la force est répulsive, alors que dans le cas contraire elle est attractive.
La loi de Coulomb a une forme similaire à la loi de Newton pour la gravitation universelle, qui permet d'exprimer la force {\displaystyle {\vec {F}}_{12}} exercée par une masse {\displaystyle m_{1}} sur une autre masse {\displaystyle m_{2}}, supposées ponctuelles, et qui s'écrit avec les mêmes conventions que précédemment :
{\displaystyle {\vec {F}}_{12}=-G{\frac {m_{1}m_{2}}{r_{12}^{2}}}{\frac {{\vec {r}}_{12}}{r_{12}}}},
avec G constante de gravitation universelle, G = 6,674 08 × 10−11 m3 kg−1 s−2.
Par comparaison des deux expressions, il est clair que les deux forces varient en raison inverse du carré de la distance, sont toutes deux de portée infinie, et que la charge électrique joue pour en électrostatique le même rôle que la masse (gravitationnelle) pour la gravitation universelle.
Toutefois, deux différences majeures sont à signaler :
- la force de gravitation universelle est toujours attractive, ce qui se traduit par la présence du signe « - » dans l'expression de la loi de Newton ;
- la faiblesse de la force de gravitation fait que la différence d'intensité entre les deux forces est souvent considérable[N 6].